# Sojus TMA-2
Sojus TMA-2 ist die Missionsbezeichnung für den Flug eines russischen Sojus-Raumschiffs zur Internationalen Raumstation (ISS). Es war der sechste Besuch eines Sojus-Raumschiffs bei der ISS und der 112. Flug im Sojusprogramm.

## Besatzung

### Startbesatzung
- Juri Iwanowitsch Malentschenko (3. Raumflug), Kommandant (Russland/Roskosmos)
- Edward Tsang Lu (3. Raumflug), Bordingenieur (USA/NASA)

Der dritte Sitz war leer, um die Versorgung zu sparen, wegen des Columbia-Absturzes.

### Ersatzmannschaft
- Alexander Jurjewitsch Kaleri, Kommandant (Russland/Roskosmos)
- Colin Michael Foale, Bordingenieur (USA/NASA)

### Rückkehrbesatzung
- Juri Iwanowitsch Malentschenko (3. Raumflug), Kommandant (Russland/Roskosmos)
- Edward Tsang Lu (3. Raumflug), Bordingenieur (USA/NASA)
- Pedro Francisco Duque, (2. Raumflug), Bordingenieur ( Spanien/ ESA)

## Missionsüberblick

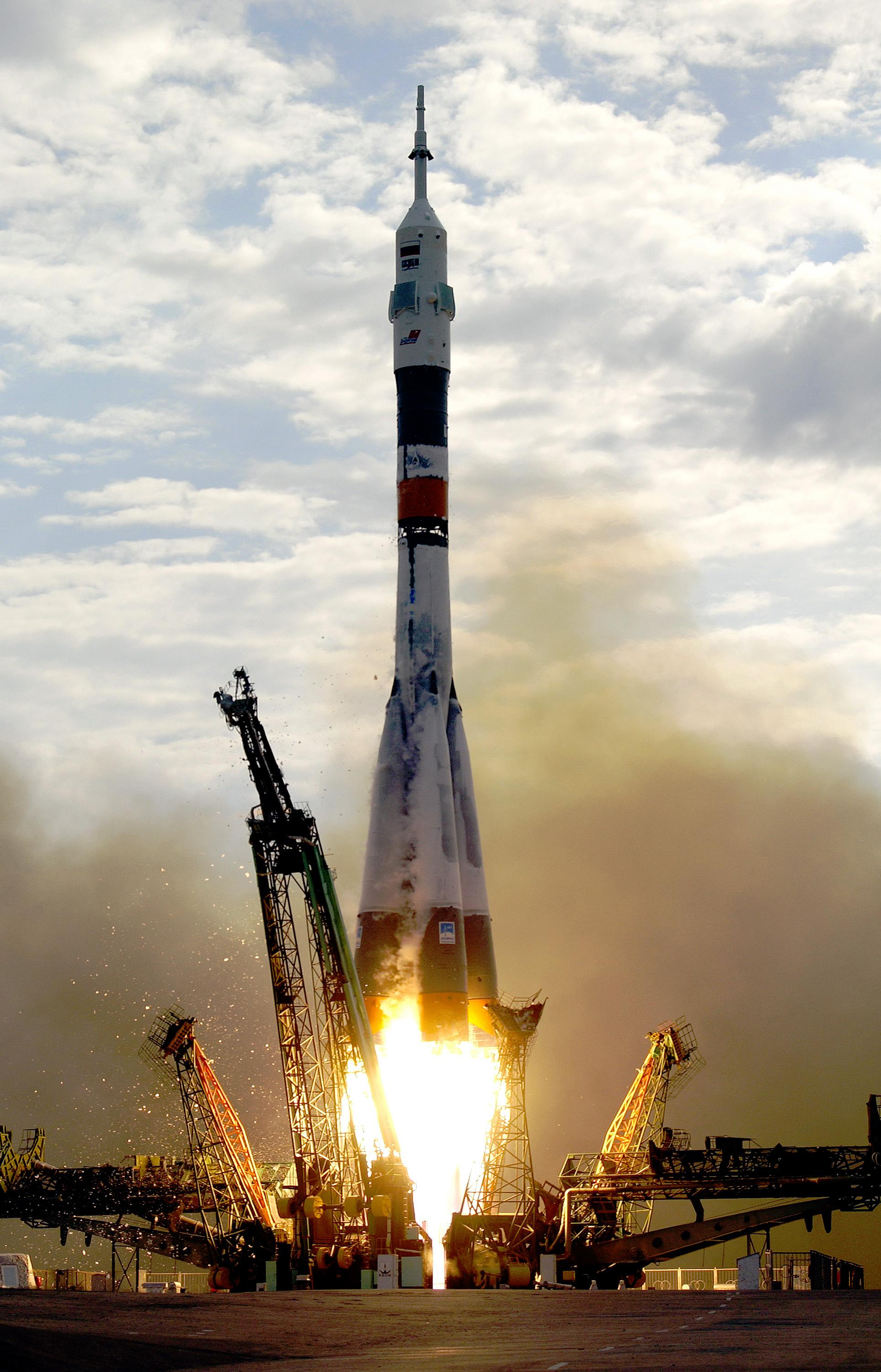
Start von Sojus TMA-2

Dieser Flug war eine Crewaustauschmission zur ISS und der 22. bemannte Flug zu dieser Station. Die auf der Raumstation arbeitende Expedition 6 wurde durch die Mannschaft der Expedition 7 abgelöst. Sie bestand aus dem  russischen Kosmonauten Juri Malentschenko (Kommandant) und dem US-Amerikaner Edward Lu (Bordingenieur). Bei der Rückkehr war der spanische ESA-Astronaut Pedro Duque mit an Bord, der mit Sojus TMA-3 am 18. Oktober auf die Station geflogen war.
Der Start erfolgte mit einer Trägerrakete vom Typ Sojus-FG vom Weltraumbahnhof Baikonur am 26. April 2003 um  03:53:52 Uhr UTC.
Die beiden Raumfahrer Malentschenko und Lu  arbeiteten als 7. Stammbesatzung auf der ISS und führten  wissenschaftliche Experimente durch.